# Alexey Bauer
Alexey Bauer (né le 25 mai 1986) est un coureur cycliste russe des années 2000. Durant sa carrière, il court sur route et sur piste.

## Biographie
En 2004, Alexey Bauer devient sur piste champion d'Europe du scratch juniors et vice-champion d'Europe de poursuite par équipes juniors (moins de 19 ans). 
En 2006, il rejoint sur route l'équipe continentale russe Omnibike Dynamo Moscou et gagne une étape du Tour du Maroc. Avec l'équipe nationale russe, Bauer termine deuxième de la poursuite par équipes lors de la Coupe du monde de cyclisme sur piste 2006-2007 à Manchester. L'équipe russe remporte le classement général de la Coupe du monde. L'année suivante, il est vice-champion d'Europe de poursuite par équipes espoirs (moins de 23 ans).
De 2007 à 2009, il est membre de l'équipe Amore & Vita-McDonald's. Il arrête sa carrière à l'issue de la saison 2009.

## Palmarès sur piste

### Coupe du monde
- 2006-2007
  - 2e de la poursuite par équipes à Manchester

### Championnats d'Europe
- Valence 2004 (juniors)
  -  Champion d'Europe du scratch juniors
  -  Médaillé d'argent de la poursuite par équipes juniors
- Cottbus 2007 (espoirs)
  -  Médaillé d'argent de la poursuite par équipes espoirs

## Palmarès sur route
- 2006
  - 1re étape du Tour du Maroc
  - 2e du Tour du Maroc